# Classe Descubierta
Classe Descubierta est une classe de neuf corvettes lance-missiles de l'armada espagnole construite en Espagne sur le modèle de la classe João Coutinho construite pour la marine portugaise par Blohm + Voss.

## Description
Ils arrivent dans la marine en 1975 et remplacent les corvettes de même nom (Classe Descubierta (1955)) entrées en service en 1955.
Cette classe est en partie convertie en patrouilleurs, en voie d'être remplacée par la Classe Meteoro. Les corvettes subsistant de cette classe seront remplacées par les European Patrol Corvette.

## Dotation
| Pays    | Numéro    | Nom                                 | Armateur                                  | Mise en quille    | Entrée en service                     | Retraite du service | Observation                                                          | Indicatif d'appel | Image |
| ------- | --------- | ----------------------------------- | ----------------------------------------- | ----------------- | ------------------------------------- | ------------------- | -------------------------------------------------------------------- | ----------------- | ----- |
| Espagne | F-31 P-75 | Descubierta (F-31)                  | Bazán Cartagena                           | 8 juillet 1975    | 18 novembre 1978                      | 30 juin 2009        | Retirée du service                                                   | [ 3 ]             |       |
| Espagne | F-32 M-11 | Diana (F-32)                        | Bazán Cartagena                           | 26 janvier 1976   | 30 juin 1979                          | En service          | Reclassifiée comme vaisseau de commandement pour la guerre des mines | [ 3 ]             |       |
| Espagne | F-33 P-76 | Infanta Elena (F-33)                | Bazán Cartagena                           | 14 septembre 1976 | 12 avril 1980                         | En service          | Reclassifiée comme patrouilleur de haute mer (hauturier)             | [ 3 ]             |       |
| Espagne | F-34 P-77 | Infanta Cristina (F-34)             | Bazán Cartagena                           | 8 juillet 1976    | 24 novembre 1980                      | En service          | Reclassifiée comme patrouilleur de haute mer (hauturier)             | [ 3 ]             |       |
| Espagne | F-35 P-78 | Cazadora (F-35)                     | Bazán Ferrol                              | 17 octobre 1978   | 20 juillet 1981,                      | En service          | Reclassifiée comme patrouilleur de haute mer (hauturier)             | [ 3 ]             |       |
| Espagne | F-36 P-79 | Vencedora (F-36)                    | Bazán Ferrol                              | 27 avril 1979     | 27 mars 1982,                         | En service          | Reclassifiée comme patrouilleur de haute mer (hauturier)             | [ 3 ]             |       |
| Espagne | F-37      | Centinela                           | Bazán Ferrol                              | 8 octobre 1979    | N'est pas entré en service en Espagne | N/A                 | Vendue à l'Égypte                                                    |                   | X     |
| Espagne | F-38      | Serviola                            | Bazán Ferrol                              | 18 août 1980      | N'est pas entré en service en Espagne | N/A                 | Vendue à l'Égypte                                                    |                   | X     |
| Égypte  | F-941     | El Suez                             | Bazán Ferrol reformada en Bazán Cartagena | 8 octobre 1979    | 28 février 1984                       | En service          | Ex-corvette espagnole Centinela (F-37)                               |                   | X     |
| Égypte  | F-946     | El Aboukir                          | Bazán Ferrol reformada en Bazán Cartagena | 18 août 1980      | 31 juillet 1984                       | En service          | Ex-corvette espagnole Serviola (F-38)                                |                   | X     |
| Maroc   | F-501     | Lieutenant Colonel Errahmani (F501) | Bazán Ferrol                              | 26 février 1982   | 28 mars 1983                          | En service          | - -                                                                  |                   |       |

## Navires comparables
- Classe Meko 140